# Échaudure superficielle

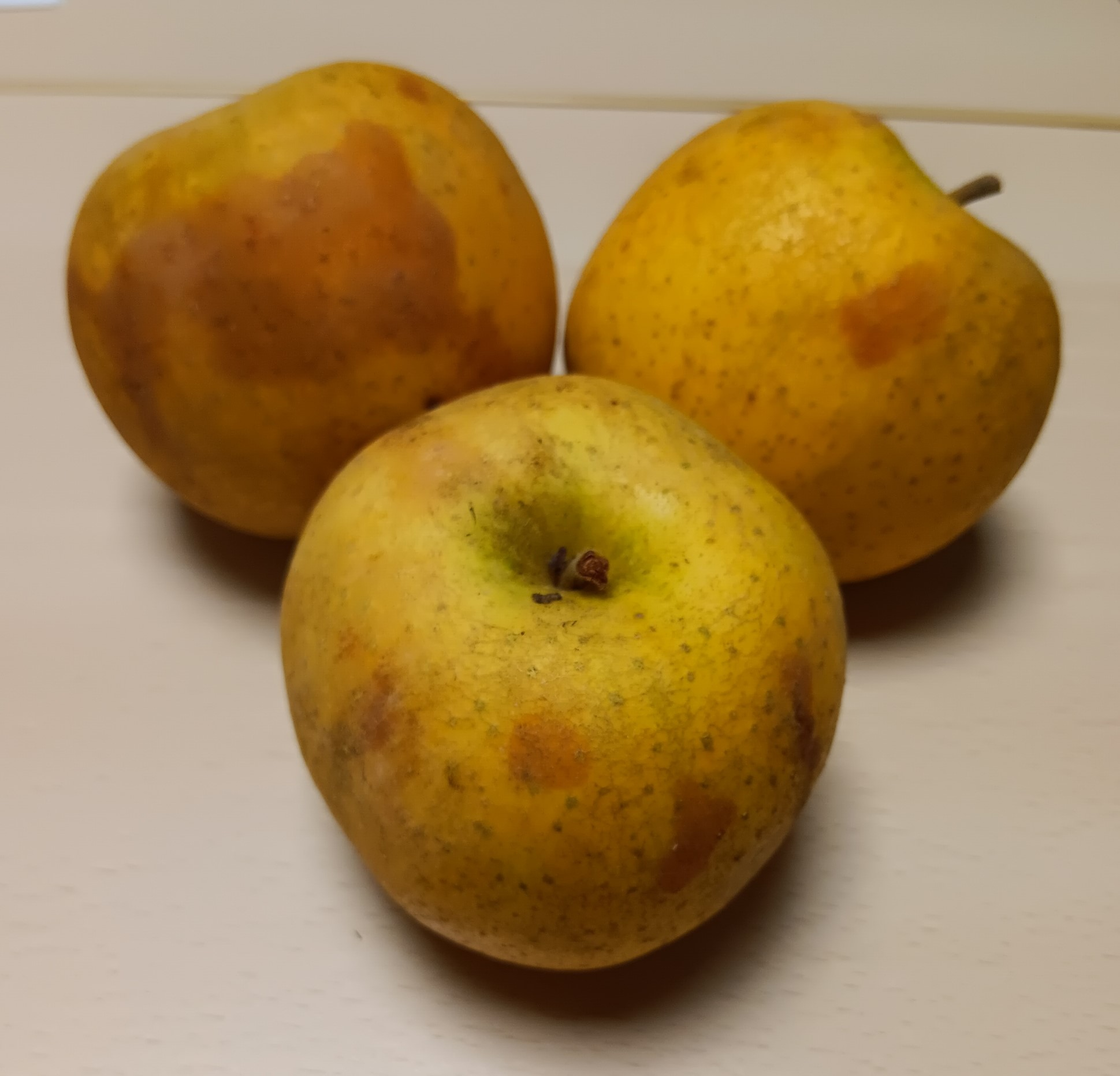
Échaudure sur pommes (Variété Chantecler)

L'échaudure superficielle, ou échaudure d'entreposage, est un désordre physiologique qui affecte les pommes et les poires en phase de stockage, et qui se manifeste par un brunissement de la peau sous forme de taches irrégulières diffuses. Les symptômes restent superficiels, n'affectant que l'épiderme des fruits. La chair reste comestible, cependant la valeur commerciale des fruits est fortement diminuée, surtout pour la consommation en frais. Certains cultivars sont particulièrement sensibles à cette maladie physiologique, notamment 'Granny Smith' et 'Red Delicious'.
Les causes encore mal connues sont généralement imputées à divers facteurs d'environnement, généralement liés aux conditions d'entreposage, en particulier les faibles températures.
Les méthodes de lutte font appel à des traitements à l'aide d'antioxydants, notamment la diphénylamine (DPA), ainsi qu'au stockage en atmosphère contrôlée à faible teneur en oxygène. Le traitement à l'aide de 1-méthylcyclopropène (1-MCP) permet dans certains cas de réduire significativement l'incidence de l'échaudure d'entreposage.